# Ведрово
Ведрово е село в Югоизточна България. То се намира в община Сунгурларе, област Бургас.

## География
Ведрово се намира на 26 км североизточно от Сунгурларе, 35 км северно от Карнобат, 70 км южно от Шумен, 70 км северно от Бургас и на 160 км западно от Варна. Селото е разположено в полите на Източна Стара планина. В долната част на селото е преминава река Потомица, която приток на река Луда Камчия, която от своя страна е приток на река Камчия. Преди години селото се водоснабдява от язовир Камчия; ползва местен водоизточник Коджа Бунар, което на турски означава Голям кладенец. Югозападно от селото се намира връх Илийца, който със своите 684 метра е най-високият в Карнобатска община. Североизточно от селото се намира местността Соргун дере, а зад нея Гладно поле. През последното се минава по черен път и се стига до Дерин дере, което като се пресече, се влиза в местността Армутлук. Неговото название произлиза от „армуда“, което означава сладка круша, каквито са расли там преди години. В средата на Армутлука има чешма, която е каптирана, а в северната страна има възвишение, на което има висока метална конструкция.

## История
Според преданията селото се казва Ведрово, защото по време на Руско-турската война хората са слагали сланина във ведрата с вода, за да не могат турците да пият от нея.
Справка за промени в наименованието, вида или
административно-териториалната принадлежност на населено място
от страницата на НСИ
| Брой намерени единици: 1 |                                                                 |                         |
| Код                      | Пълно наименование                                              | Период на валидност     |
| 10313                    |                                                                 |                         |
|                          | с. Казалък ени махле                                            | 03.03.1878 - 14.08.1934 |
|                          | с. Казалък                                                      | 14.08.1934 - 11.10.1938 |
|                          | с. Зайчари                                                      | 11.10.1938 - 28.09.1949 |
|                          | с. Зайчари, общ. Лозарево, Карнобатска околия, Бургаски окр.    | 28.09.1949 - 29.09.1953 |
|                          | с. Зайчари, общ. Лозарево, Поляновградска околия, Бургаски окр. | 29.09.1953 - 17.12.1955 |
|                          | с. Зайчари, общ. Завет, Поляновградска околия, Бургаски окр.    | 17.12.1955 - 16.12.1958 |
|                          | с. Зайчари, общ. Подвис, Поляновградска околия, Бургаски окр.   | 16.12.1958 - 23.01.1959 |
|                          | с. Зайчари, общ. Подвис, Бургаски окр.                          | 23.01.1959 - 28.08.1964 |
|                          | с. Ведрово, общ. Подвис, Бургаски окр.                          | 28.08.1964 - 01.01.1975 |
|                          | с. Ведрово, общ. Прилеп, Бургаски окр.                          | 01.01.1975 - 26.12.1978 |
|                          | с. Ведрово, общ. Сунгурларе, Бургаски окр.                      | 26.12.1978 - 01.09.1987 |
|                          | с. Ведрово, общ. Сунгурларе, Бургаска обл.                      | 01.09.1987 - 12.01.1999 |
|                          | с. Ведрово, общ. Сунгурларе, обл. Бургас                        | 12.01.1999 - 14.12.1999 |
|                          | с. Ведрово, общ. Сунгурларе, обл. Бургас                        | 14.12.1999 - 31.08.2008 |
|                          | с. Ведрово, общ. Сунгурларе, обл. Бургас                        | 31.08.2008 -            |

|  |

Справката е генерирана на 09.10.2019
|                                          |
| 2019 © Национален статистически институт |
|                                          |

## Население

### Етнически състав
Преброяване на населението през 2011 г.
Численост и дял на етническите групи според преброяването на населението през 2011 г.:
|                     | Численост |
| Общо                | 107       |
| Българи             | 107       |
| Турци               | -         |
| Цигани              | -         |
| Други               | -         |
| Не се самоопределят | -         |
| Неотговорили        | -         |

## Религии
В селото има изграден християнски параклис, посветен на Св. св. Константин и Елена.

## Културни и природни забележителности
В селото има два парка, във всеки от които има по една делва. Те са разкрити я местността Армутлук на 2 км северно от селото през 1958 година от местни трактористи.